# Danh sách đĩa nhạc của Adele
Danh sách đĩa nhạc của nữ nghệ sĩ người Anh Adele bao gồm 4 album phòng thu, 2 EP và 15 đĩa đơn. Adele được biết đến ở Vương quốc Anh từ năm 2008 khi album đầu tay của cô, 19, đạt vị trí quán quân trên UK Albums Chart và đĩa đơn "Chasing Pavements" leo lên vị trí thứ 2 trên UK Singles Chart. Các đĩa đơn khác được phát hành bao gồm "Hometown Glory", "Cold Shoulder" và "Make You Feel My Love".
Album thứ hai của cô, 21, phát hành tháng 1 năm 2011 đã nhanh chóng được chứng nhận đĩa bạch kim bởi British Phonographic Industry và đạt vị trí quán quân ở Anh. 21 có 24 tuần dẫn đầu trên Billboard 200 kể từ khi phát hành tại Hoa Kỳ. Đĩa đơn đầu tiên từ album, "Rolling in the Deep", đạt vị trí số 2 tại Anh và trở thành đĩa đơn quán quân đầu tiên của cô trên Billboard Hot 100. Đĩa đơn tiếp theo, "Someone Like You" trở thành đĩa đơn quán quân đầu tiên của Adele ở quê nhà. Không lâu sau đó, album và hai đĩa đơn trên được phát hành tại Mỹ và chúng nhanh chóng dẫn đầu bảng xếp hạng tại đây. "Set Fire to the Rain" được phát hành làm đĩa đơn thứ ba ở các nước châu Âu và là đĩa đơn quán quân thứ ba liên tiếp tại Hoa Kỳ. Album 21 là một bước đột phá của Adele so với album đầu khi tiêu thụ được 30 triệu bản trên toàn thế giới.
Vào tháng 10 năm 2012 Adele phát hành "Skyfall", bài hát chủ đề của bộ phim cùng tên thuộc loạt phim James Bond. Bài hát đạt vị trí á quân ở Anh Quốc, thứ 8 tại Hoa Kỳ cũng như quán quân tại Đức, Pháp, Ireland, Hà Lan và Thụy Sĩ.
25, album phòng thu thứ ba của Adele, được phát hành ngày 20 tháng 11 năm 2015. Đây là album bán chạy nhất năm 2015 với 17,4 triệu bản. Trước đó đĩa đơn "Hello" đã được ra mắt làm đĩa đơn chủ đạo vào ngày 23 tháng 10 năm 2015. "Hello" đạt được vị trí quán quân tại Anh Quốc và đĩa đơn thứ hai của cô làm được điều này. Bài hát ra mắt tại Hoa Kỳ ở vị trí số một trên Billboard Hot 100, trở thành đĩa đơn thứ tư quán quân tại Mỹ mà Adele sở hữu, đồng thời phá nhiều kỷ lục tại đây trong đó có bài hát đầu tiên có trên 1 triệu lượt mua trực tuyến trong 1 tuần.
Tính tới tháng 3 năm 2016, Adele đã bán được trên 10 triệu album tại Anh Quốc cùng 20,28 triệu album tại Hoa Kỳ tính tới tháng 12 năm 2015. Adele giữ kỷ lục 31 tuần ở ngôi vị quán quân trên UK Albums Chart, nhiều nhất trong số các nghệ sĩ nữ.

## Album

### Album phòng thu
| Tựa đề | Chi tiết album                                                                                    | Vị trí cao nhất trên bảng xếp hạng | Vị trí cao nhất trên bảng xếp hạng | Vị trí cao nhất trên bảng xếp hạng | Vị trí cao nhất trên bảng xếp hạng | Vị trí cao nhất trên bảng xếp hạng | Vị trí cao nhất trên bảng xếp hạng | Vị trí cao nhất trên bảng xếp hạng | Vị trí cao nhất trên bảng xếp hạng | Vị trí cao nhất trên bảng xếp hạng | Vị trí cao nhất trên bảng xếp hạng | Doanh số | Chứng nhận |
| Tựa đề | Chi tiết album                                                                                    | Anh                                | Úc                                 | Canada                             | Pháp                               | Đức                                | Ireland                            | Hà Lan                             | New Zealand                        | Thụy Sĩ                            | Mỹ                                 | Doanh số | Chứng nhận |
| ------ | ------------------------------------------------------------------------------------------------- | ---------------------------------- | ---------------------------------- | ---------------------------------- | ---------------------------------- | ---------------------------------- | ---------------------------------- | ---------------------------------- | ---------------------------------- | ---------------------------------- | ---------------------------------- | --- | --- |
| 19     | - Phát hành: 28 tháng 1 năm 2008 - Hãng đĩa: XL - Định dạng: Tải nhạc, CD, LP                     | 1                                  | 3                                  | 4                                  | 15                                 | 15                                 | 2                                  | 1                                  | 3                                  | 15                                 | 4                                  | - Thế giới: 7.000.000 - Anh: 2.309.688 - Mỹ: 2.700.000                                                                                                 | - Anh: 8× Bạch kim - Úc: 2× Bạch kim - Canada: 4× Bạch kim - Đức: Bạch kim - Thụy Sĩ: Bạch kim - Hà Lan: 5× Bạch kim - New Zealand: 2× Bạch kim - Mỹ: 3× Bạch kim                                                |
| 21     | - Phát hành: 19 tháng 1 năm 2011 - Hãng đĩa: XL - Định dạng: Tải nhạc, CD, LP                     | 1                                  | 1                                  | 1                                  | 1                                  | 1                                  | 1                                  | 1                                  | 1                                  | 1                                  | 1                                  | - Thế giới: 31.000.000 - Anh: 4.751.000 - Úc: 1.030.000 - Canada: 1.489.000 - Ireland: 270.000 - Mỹ: 11.500.000                                        | - Anh: 17× Bạch kim - Úc: 17× Bạch kim - Canada: 2× Kim cương - Đức: 8× Bạch kim - Ireland: 18× Bạch kim - Hà Lan: 9× Bạch kim - New Zealand: 13× Bạch kim - Thụy Sĩ: 7× Bạch kim - Mỹ: 14× Bạch kim (Kim cương) |
| 25     | - Phát hành: 20 tháng 11 năm 2015 - Hãng đĩa: XL, Columbia (Hoa Kỳ) - Định dạng: Tải nhạc, CD, LP | 1                                  | 1                                  | 1                                  | 1                                  | 1                                  | 1                                  | 1                                  | 1                                  | 1                                  | 1                                  | - Thế giới: 19.000.000 - Anh Quốc: 2.902.000 - Canada: 860.000 - Đức: 263.000 - Pháp: 785.300 - Ireland: 107.000 - Hà Lan: 120.000 - Hoa Kỳ: 8.600.000 | - Anh: 12× Bạch kim - Úc: 10× Bạch kim - Đức: 6× Bạch kim - Canada: Kim cương - Thụy Sĩ: 6× Bạch kim - Hoa Kỳ: 11× Bạch kim (Kim cương) - New Zealand: 10× Bạch kim                                              |
| 30     | - Phát hành: 19 tháng 11 năm 2021 - Hãng Đĩa: XL, Columbia - Định dạng: Tải nhạc, CD, LP          | TBA                                | TBA                                | TBA                                | TBA                                | TBA                                | TBA                                | TBA                                | TBA                                | TBA                                | TBA                                | TBA | TBA |

## Đĩa mở rộng
| Tên                                                            | Chi tiết                                                                     | Vị trí cao nhất | Vị trí cao nhất | Vị trí cao nhất | Vị trí cao nhất |
| Tên                                                            | Chi tiết                                                                     | Anh             | Ireland         | Pháp            | Mỹ              |
| -------------------------------------------------------------- | ---------------------------------------------------------------------------- | --------------- | --------------- | --------------- | --------------- |
| iTunes Live from SoHo                                          | - Phát hành: 3 tháng 2 năm 2009 - Hãng đĩa: XL - Định dạng: Tải kỹ thuật số  | —               | —               | —               | 105             |
| iTunes Festival: London 2011                                   | - Phát hành: 13 tháng 7 năm 2011 - Hãng đĩa: XL - Định dạng: Tải kỹ thuật số | 74              | 45              | 112             | 50              |
| "—" có nghĩa EP đó không xếp hạng hoặc phát hành ở khu vực đó. |                                                                              |                 |                 |                 |                 |

## Đĩa đơn

### Đĩa đơn solo
| Tựa đề                                                                             | Năm  | Vị trí cao nhất | Vị trí cao nhất | Vị trí cao nhất | Vị trí cao nhất | Vị trí cao nhất | Vị trí cao nhất | Vị trí cao nhất | Vị trí cao nhất | Vị trí cao nhất | Vị trí cao nhất | Chứng nhận | Album                         |
| Tựa đề                                                                             | Năm  | Anh             | Úc              | Canada          | FRA             | Đức             | Ireland         | Hà Lan          | New Zealand     | Thụy Sĩ         | Mỹ              | Chứng nhận | Album                         |
| ---------------------------------------------------------------------------------- | ---- | --------------- | --------------- | --------------- | --------------- | --------------- | --------------- | --------------- | --------------- | --------------- | --------------- | --- | ----------------------------- |
| "Hometown Glory"                                                                   | 2007 | 19              | —               | —               | 51              | —               | 78              | 86              | —               | —               | —               | - Anh: Bạch kim - Canada: Bạch kim | 19                            |
| "Chasing Pavements"                                                                | 2008 | 2               | —               | 28              | —               | 46              | 7               | 3               | —               | —               | 21              | - Anh: Bạch kim - Canada: 2× Bạch kim - Mỹ: Bạch kim                                                                                          | 19                            |
| "Cold Shoulder"                                                                    | 2008 | 18              | —               | —               | —               | —               | —               | 68              | —               | —               | —               | | 19                            |
| "Make You Feel My Love"                                                            | 2008 | 4               | —               | —               | —               | —               | 5               | 1               | —               | —               | —               | - Anh: 3× Bạch kim - Canada: 4× Bạch kim - Mỹ: Vàng                                                                                           | 19                            |
| "Rolling in the Deep"                                                              | 2010 | 2               | 3               | 1               | 3               | 1               | 2               | 1               | 3               | 1               | 1               | - Anh: 3× Bạch kim - Úc: 7× Bạch kim - Đức: Bạch kim - Thụy Sĩ: 3× Bạch kim - Canada: Kim cương - Mỹ: 8× Bạch kim - New Zealand: 2× Bạch kim  | 21                            |
| "Someone Like You"                                                                 | 2011 | 1               | 1               | 2               | 1               | 4               | 1               | 2               | 1               | 1               | 1               | - Anh: 5× Bạch kim - Úc: 7× Bạch kim - Đức: Bạch kim - Canada: Kim cương - Mỹ: 5× Bạch kim - New Zealand: 3× Bạch kim                         | 21                            |
| "Set Fire to the Rain"                                                             | 2011 | 11              | 11              | 2               | 9               | 6               | 6               | 1               | 8               | 4               | 1               | - Anh: 2× Bạch kim - Úc: 3× Bạch kim - Đức: Bạch kim - Thụy Sĩ: Bạch kim - Canada: 7× Bạch kim - Mỹ: 4× Bạch kim - New Zealand: Bạch kim      | 21                            |
| "Rumour Has It"                                                                    | 2011 | 85              | 60              | 16              | 172             | 68              | 71              | 52              | —               | —               | 16              | - Anh: Vàng - Úc: Vàng - Canada: 3× Bạch kim - Mỹ: 2× Bạch kim                                                                                | 21                            |
| "Turning Tables"                                                                   | 2011 | 62              | 34              | 60              | —               | 85              | —               | 45              | —               | —               | 63              | - Anh: Vàng - Úc: Vàng - Canada: Bạch kim - Mỹ: Vàng                                                                                          | 21                            |
| "Skyfall"                                                                          | 2012 | 2               | 5               | 3               | 1               | 1               | 1               | 1               | 2               | 1               | 8               | - Anh: 2× Bạch kim - Úc: Vàng - Canada: 4× Bạch kim - Đức: Bạch kim - New Zealand: Vàng - Mỹ: Bạch kim                                        | Đĩa đơn không nằm trong album |
| "Hello"                                                                            | 2015 | 1               | 1               | 1               | 1               | 1               | 1               | 1               | 1               | 1               | 1               | - Anh: 4× Bạch kim - Úc: 7× Bạch kim - Đức: Bạch kim - Thụy Sĩ: Bạch kim - Canada: Kim cương - Hoa Kỳ: 7× Bạch kim - New Zealand: 4× Bạch kim | 25                            |
| "When We Were Young"                                                               | 2016 | 9               | 13              | 9               | 15              | 29              | 12              | 24              | 23              | 5               | 14              | - Anh: 2× Bạch kim - Úc: Bạch kim - Canada: 4× Bạch kim - Hoa Kỳ: Vàng - New Zealand: Vàng                                                    | 25                            |
| "Send My Love (To Your New Lover)"                                                 | 2016 | 5               | 13              | 10              | 45              | 31              | 7               | 32              | 4               | 18              | 8               | - Anh: 2× Bạch kim - Úc: Bạch kim - Canada: 5× Bạch kim - Hoa Kỳ: Bạch kim - New Zealand: Bạch kim - Pháp: Vàng                               | 25                            |
| "Water Under The Bridge"                                                           | 2016 | 39              | 23              | 37              | 56              | 80              | 27              | 71              | 15              | 77              | 26              | - Anh: Bạch kim - Úc: Vàng - Canada: 2× Bạch kim - Hoa Kỳ: Vàng - New Zealand: Vàng                                                           | 25                            |
| "Easy on Me"                                                                       | 2021 | 1               | 1               | 1               | 2               | 1               | 1               | 1               | 1               | 1               | 1               | - Anh: Bạc - Úc: Vàng - New Zealand: Vàng | 30                            |
| "I Drink Wine"                                                                     | TBA  | TBA             | TBA             | TBA             | TBA             | TBA             | TBA             | TBA             | TBA             | TBA             | TBA             | TBA | 30                            |
| "—" có nghĩa bài hát không có mặt trên bảng xếp hạng hoặc phát hành ở quốc gia đó. |      |                 |                 |                 |                 |                 |                 |                 |                 |                 |                 | |                               |

### Đĩa đơn hợp tác
| "Many Shades of Black" (The Raconteurs hợp tác với Adele)                       | 2008 | —   | Consolers of the Lonely |
| "Water and a Flame" (Daniel Merriweather hợp tác với Adele)                     | 2009 | 180 | Love & War              |
| "—" Bài hát không có mặt trên bảng xếp hạng hoặc không phát hành ở quốc gia đó. |      |     |                         |

## Bài hát được xếp hạng khác
| 2008                                                     | "Daydreamer"               | 171 | —  | —   | —  | —  | —  | —  | —  | —   | —              |                           | 19                           |
| 2008                                                     | "My Same"                  | —   | —  | —   | —  | 61 | —  | —  | —  | —   | —              |                           | 19                           |
| 2011                                                     |                            |     |    |     |    |    |    |    |    |     |                | - Anh: Bạc - Canada: Vàng |                              |
| 2011                                                     |                            |     |    |     |    |    |    |    |    |     | - Canada: Vàng |                           |                              |
| 2011                                                     | "I Can't Make You Love Me" | 37  | —  | —   | —  | —  | 78 | —  | —  | —   | —              |                           | iTunes Festival: London 2011 |
| 2011                                                     | "One and Only"             | 99  | —  | —   | —  | —  | —  | —  | —  | —   | —              | - Anh: Bạc - Canada: Vàng | 21                           |
| 2015                                                     |                            |     |    |     |    |    |    |    |    |     |                |                           |                              |
| "Million Years Ago"                                      | 64                         | 84  | 97 | 42  | 74 | 94 | —  | —  | —  | —   |                | 25                        |                              |
| "Love in the Dark"                                       | 169                        | —   | —  | 39  | 79 | 24 | 65 | —  | —  | 54  |                | 25                        |                              |
| "River Lea"                                              | —                          | —   | —  | 80  | 97 | —  | —  | —  | —  | —   |                | 25                        |                              |
| "Remedy"                                                 | 145                        | 94  | 69 | 47  | 83 | —  | —  | 30 | 87 | —   |                | 25                        |                              |
| "All I Ask"                                              | 41                         | 65  | —  | 66  | —  | 93 | —  | —  | 77 | 110 |                | 25                        |                              |
| "Sweetest Devotion"                                      | —                          | —   | —  | 159 | —  | —  | —  | —  | —  | —   |                | 25                        |                              |
| "—" nghĩa là không xếp hạng hoặc phát hành ở khu vực đó. |                            |     |    |     |    |    |    |    |    |     |                |                           |                              |

## Các bài hát khác
| Tên            | Năm  | Album             | Nghệ sĩ hợp tác | Ghi chú            |
| -------------- | ---- | ----------------- | --------------- | ------------------ |
| "My Yvonne"    | 2007 | Matinée           | Jack Peñate     | —                  |
| "Every Glance" | 2009 | Everything Is New | Jack Peñate     | Adele góp giọng bè |

## Album video
| Tựa đề                        | Chi tiết                                                              | Vị trí cao nhất trên bảng xếp hạng | Vị trí cao nhất trên bảng xếp hạng | Vị trí cao nhất trên bảng xếp hạng | Vị trí cao nhất trên bảng xếp hạng | Vị trí cao nhất trên bảng xếp hạng | Vị trí cao nhất trên bảng xếp hạng | Vị trí cao nhất trên bảng xếp hạng | Vị trí cao nhất trên bảng xếp hạng | Vị trí cao nhất trên bảng xếp hạng | Doanh số                                      | Chứng nhận                                                                                               |
| Tựa đề                        | Chi tiết                                                              | Anh                                | Pháp                               | Đức                                | Ý                                  | Mexico                             | Hà Lan                             | BĐN                                | TBN                                | Mỹ                                 | Doanh số                                      | Chứng nhận                                                                                               |
| ----------------------------- | --------------------------------------------------------------------- | ---------------------------------- | ---------------------------------- | ---------------------------------- | ---------------------------------- | ---------------------------------- | ---------------------------------- | ---------------------------------- | ---------------------------------- | ---------------------------------- | --------------------------------------------- | --- |
| Live at the Royal Albert Hall | - Phát hành: 28 tháng 11 năm 2011 - Hãng đĩa: XL - Định dạng: DVD, BD | 2                                  | 1                                  | 5                                  | 16                                 | 3                                  | 1                                  | 1                                  | 14                                 | 1                                  | - Thế giới: 3.000.000 bản - Mỹ: 1.000.000 bản | - Anh: 3× Bạch kim - Úc: 7× Bạch kim - Đức: 4× Bạch kim - Mỹ: Kim cương - Canada: Kim cương - Pháp: Vàng |

## Video âm nhạc
| Năm  | Video                              | Đạo diễn          |
| ---- | ---------------------------------- | ----------------- |
| 2008 | "Chasing Pavements"                | Mathew Cullen     |
| 2008 | "Cold Shoulder"                    | Phil Griffin      |
| 2008 | "Make You Feel My Love"            | Mat Kirkby        |
| 2009 | "Hometown Glory"                   | Rocky Schenk      |
| 2010 | "Rolling in the Deep"              | Sam Brown         |
| 2011 | "Someone Like You"                 | Jake Nava         |
| 2015 | "Hello"                            | Xavier Dolan      |
| 2016 | "Send My Love (To Your New Lover)" | Patrick Daughters |
| 2021 | "Easy On Me"                       | Xavier Dolan      |